# Visvervangers
Visvervangers zijn voedingsmiddelen die bedoeld zijn om de functie van vis als maaltijdcomponent bij maaltijden, of de functie van vis als snack of als broodbeleg, te vervangen. Dit kan worden gedaan vanwege de voedingsstoffen of om de structuur van de maaltijd.

## Gebruik
Specifieke vleesvervangers worden onder meer gegeten door veganisten en consumenten die minder vis willen eten.

## Verkrijgbaarheid
Een assortiment van kant-en-klare visvervangende producten is in steeds meer supermarkten en natuurvoedingswinkels te vinden.